# Stefanija Statkuvienė
Stefanija Statkuvienė (ur. 5 września 1962 w Kurszanach) – lekkoatletka, biegaczka długodystansowa, reprezentująca kolejno: Związek Radziecki (do 1991), Litwę (1992–1999) oraz Belgię.
W 1993 zdobyła dwa złote medale igrzysk bałtyckich (w biegach na 1500 i 3000 metrów).
W 1996 reprezentowała Litwę podczas igrzysk olimpijskich w Atlancie. Zajęła 40. miejsce w maratonie z wynikiem 2:39:51.
Reprezentantka Litwy w meczach międzypaństwowych i w pucharze Europy.
Ośmiokrotnie zdobywała złote medale mistrzostw Litwy na stadionie (na dystansach od 800 do 3000 metrów), dwukrotnie była halową mistrzynią Litwy na 1500 metrów. Stawała także na podium mistrzostw Belgii (srebro na 10 000 metrów w 2000).

## Rekordy życiowe
- Bieg maratoński – 2:28:11 (1995)